# Mailand–Sanremo 1978
Mailand–Sanremo 1978 war die 69. Austragung von Mailand–Sanremo, einem Radsport-Klassiker. Es wurde am 18. März 1978 über eine Distanz von 288 km ausgetragen.
Das Rennen wurde von Roger De Vlaeminck vor Giuseppe Saronni  und Alessio Antonini gewonnen.

## Teilnehmende Mannschaften
| Profi-Radsportteams (24)- Sanson-Campagnolo - Scic-Bottecchia - Selle Royal-Inoxpran - Peugeot-Esso-Michelin - Bianchi-Faema - Magniflex-Torpado - IJsboerke-Gios - C&A - Marc Zeepcentrale-Superia - Zonca-Santini - Novostil-Helios - Flandria-Velda-Lano - TI-Raleigh-McGregor - Teka - Miko-Mercier-Hutchinson - Kas-Campagnolo - Gis Gelati - Carlos-Galli-Alan - Willora-Piz Buin - Fiorella-Mocassini-Citroën - Intercontinentale Assicurazioni - Mecap-Selle Italia - Vibor - Avia-Groene Leeuw |
| |

## Ergebnis
| Rang | Fahrer              | Team                       | Zeit       |
| ---- | ------------------- | -------------------------- | ---------- |
| 1    | Roger De Vlaeminck  | Sanson-Campagnolo          | 6h 47' 35" |
| 2    | Giuseppe Saronni    | SCIC-Bottecchia            | + 0"       |
| 3    | Alessio Antonini    | Selle Royal-Inoxpran       | + 0"       |
| 4    | Yves Hézard         | Peugeot-Esso-Michelin      | + 16"      |
| 5    | Rik Van Linden      | Bianchi-Faema              | + 21"      |
| 6    | Francesco Moser     | Sanson-Campagnolo          | + 21"      |
| 7    | Giuseppe Martinelli | Magniflex-Torpado          | + 21"      |
| 8    | Jacques Esclassan   | Peugeot-Esso-Michelin      | + 21"      |
| 9    | Marcello Osler      | Selle Royal-Inoxpran       | + 21"      |
| 10   | Clyde Sefton        | Fiorella Mocassini-Citroën | + 21"      |